# 禮炮

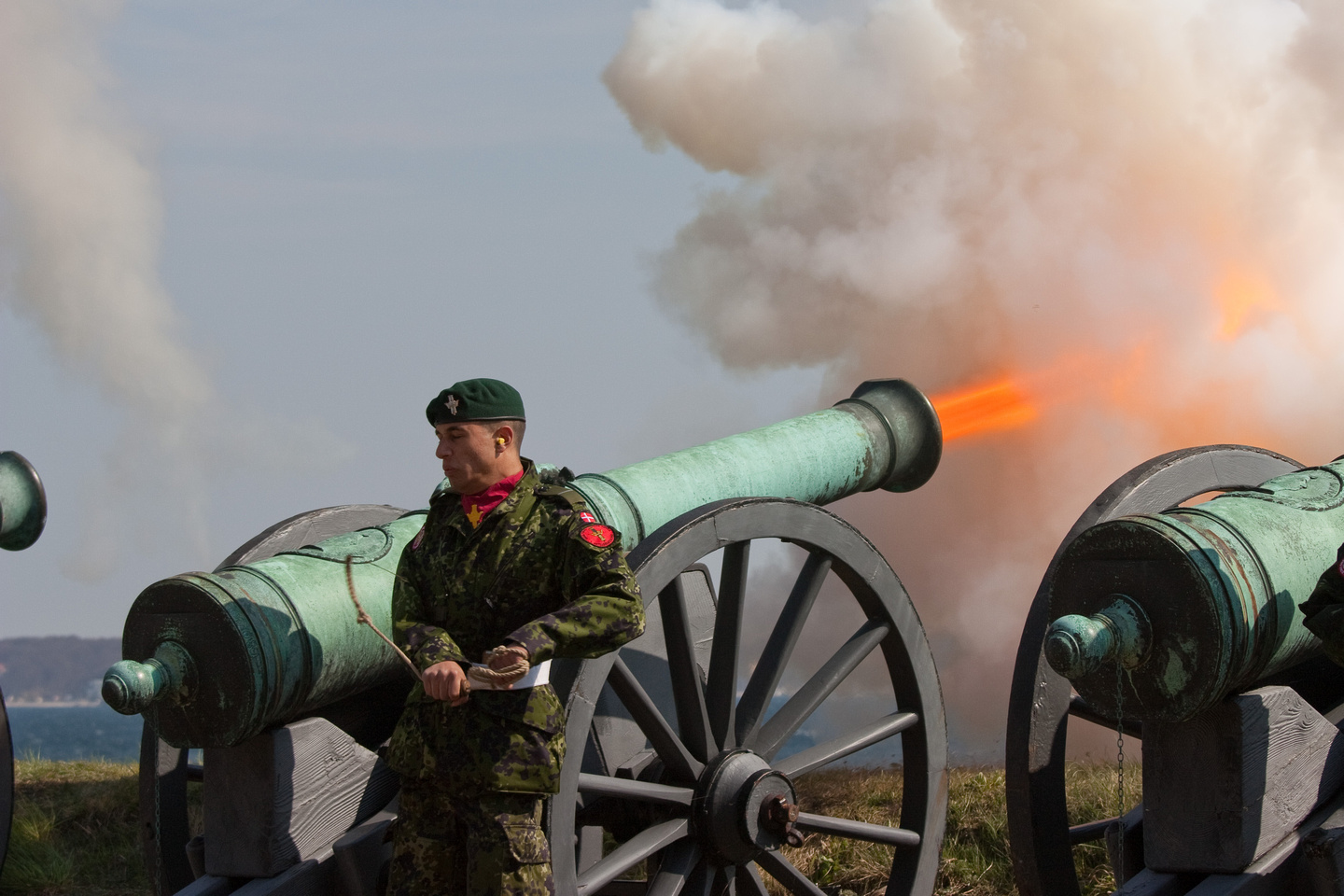
2009年4月16日，丹麥陸軍在克隆堡使用1760年代生產的12磅前膛炮鳴放禮炮，慶祝女皇瑪格麗特二世69歲生日

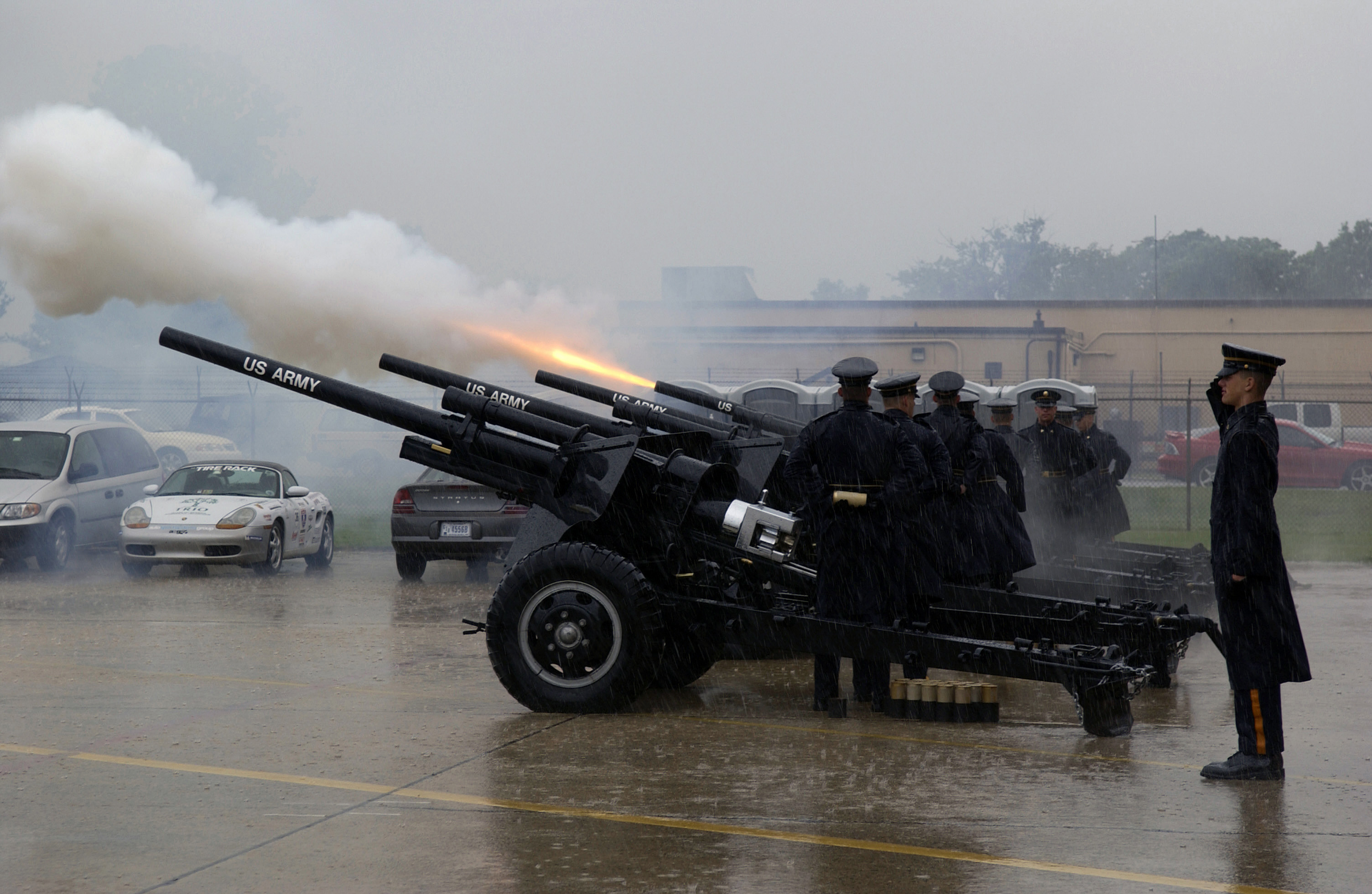
美國陸軍在2005年5月20日在馬里蘭州安德魯斯聯合基地使用M5反坦克炮鳴放禮炮慶祝軍人節

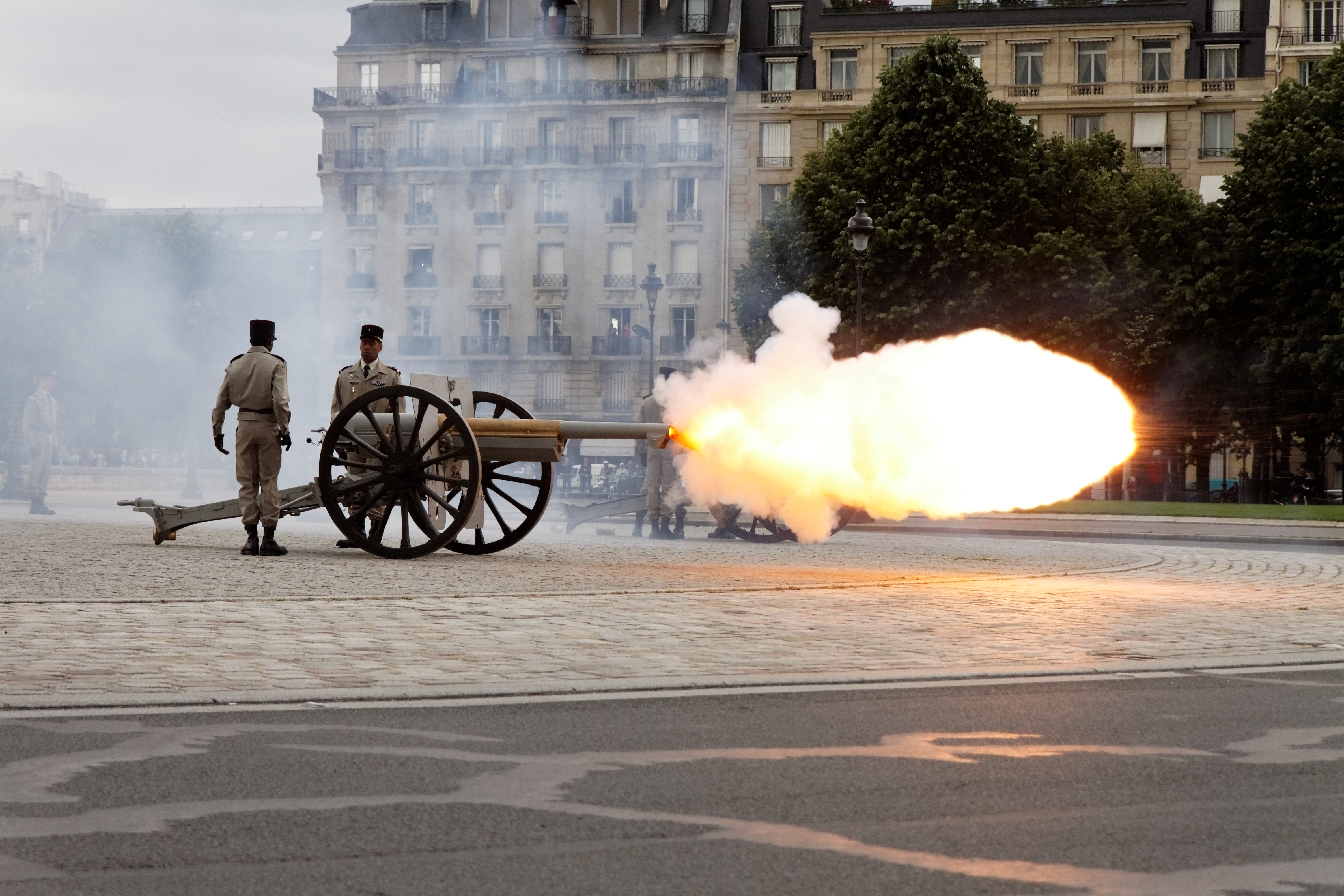
2012年5月15日，法國陸軍在法國總統歐蘭德的就職典禮上以75毫米野戰炮鳴放禮炮

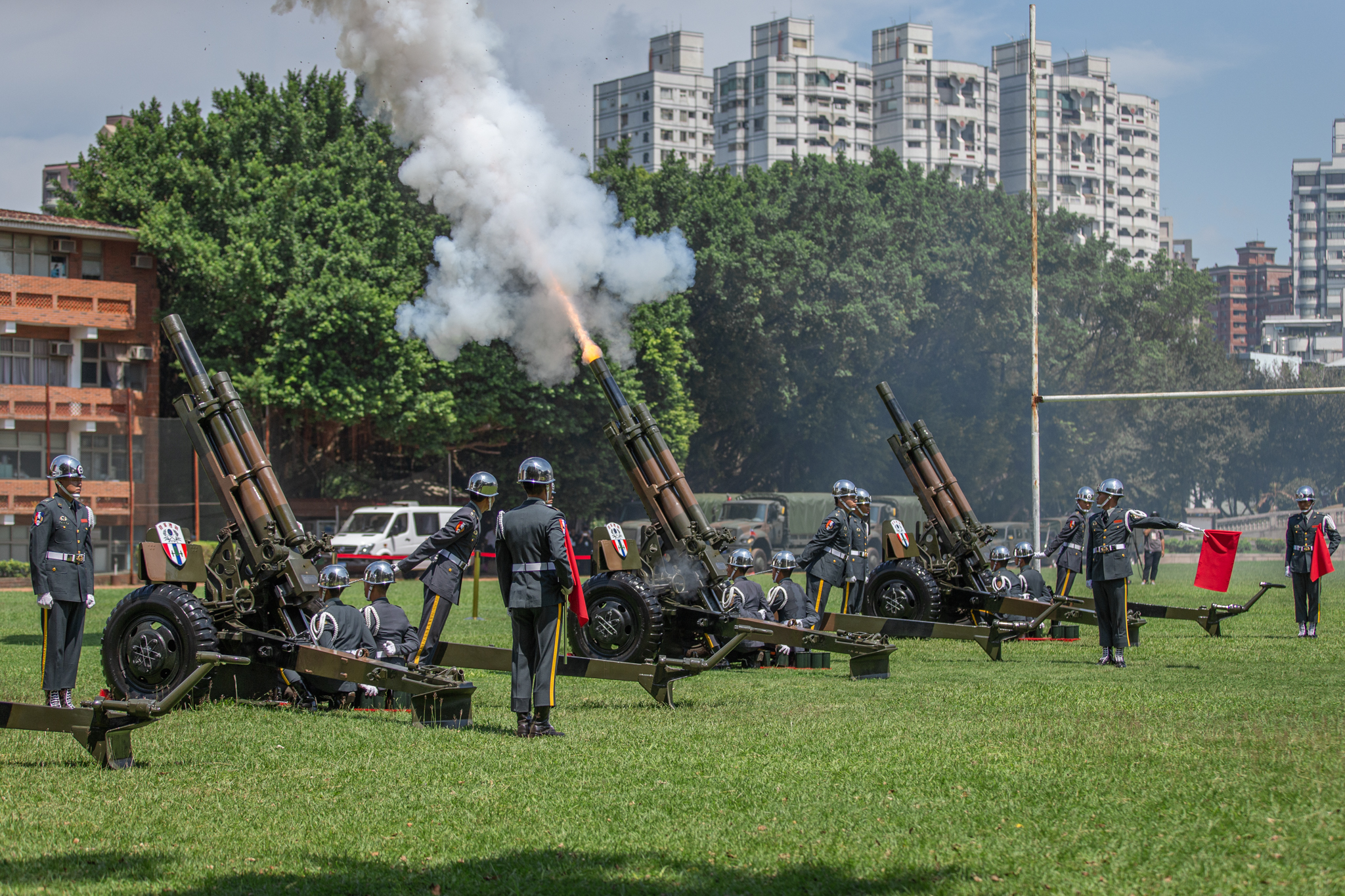
2020年9月19日，中華民國陸軍為追悼前總統李登輝使用M101榴彈砲鳴放禮炮

禮炮（英語：Gun salute）是一種敬禮的儀式，是指用火炮燃放火藥，鳴放次數因儀式的性質而異，通常歡迎重要人物如國家元首到訪會鳴放21響，故此又稱為「21響禮炮」，這個源自英國皇家海軍的儀式，後來成為世界各地官方慶祝及歡迎活動的傳統。

## 歷史
以鳴炮作為禮儀可追溯至14世紀的歐洲，因為火炮逐漸成為海戰重要的武器，除了交戰時發射火炮，鳴炮亦成為表達意圖的訊號。以前的火炮不論射程和射速都遠不如現代火炮，當時的前膛炮不但射程短，每次發炮後再裝填彈藥十分費時，先要清理炮膛，把前一次發炮後的火藥殘渣清除，然後從炮口灌注火藥，再將炮膛內的火藥壓緊，才可以從炮口塞入炮彈，插入點燃火藥用的引線，還要調校火炮的方位，才可以點燃引線及開火射擊。因為裝填炮彈的程序多且耗時，所以其時的一門火炮在每次鳴炮後，並不能立即再發射另一發炮彈，鳴炮遂成為表達和平駛入的訊號。一艘軍艦在進入另一國的水域前，預先將船上火炮內的炮彈射出，以示解除武裝及前來並無敵意，而在海岸防守的炮台也會鳴炮示意，表達得悉對方前來並無惡意及歡迎駛近。因為在陸地上的火炮可以比在船上的火炮更快完成裝填，船上的火炮發射一次的時間，岸上的火炮已足夠發射三次，所以陸上的火炮在回應時的鳴炮次數，為船上火炮鳴炮次數的三倍。

## 規範
雖然鳴放禮炮最常讓人聯想到是歡迎外國國家元首或政府首腦的最高官方禮儀，但鳴放禮炮也會發生在歡迎到訪儀式以外的場合，包括總統就職、慶祝君主生辰、君主繼承人誕生，以至悼念元首逝世等。鳴放禮炮的次數主要根據儀式性質而定，如是歡迎儀式，到訪者的身份也是決定鳴炮次數的因素。最早將鳴炮儀式規範化的是英國皇家海軍，其制定的鳴放21響禮炮，後來被引用到陸上，並且成為多數國家在歡迎外國元首來訪的官方儀式上，最流行的鳴炮次數。考慮到操作安全、簡化程序及節省成本，現時各國發放禮炮的儀式上，都不會採取實彈射擊的模式，只發射空包彈，裝填禮炮時不會在炮膛放入炮彈，僅將發炮用的火藥藥包放入炮膛，發放禮炮時通過觸發火藥產生火光、煙霧和炮聲，但不會有炮彈被射出。

### 21響禮炮
1772年，英國皇家海軍採用鳴放21響禮炮作為歡迎國王和王后蒞臨的儀式，後來演變為歡迎外國元首，都鳴放21響禮炮。至於為何鳴放21響，其中一個觀點是以前的英國人認為21是7的倍數，把21視為吉利的數字，而英國皇家海軍以前曾經迷信雙數是不吉利的。另一個觀點是基於以前陸上的火炮的鳴炮次數為船上火炮鳴炮次數的三倍，而英國皇家海軍以前一艘軍艦最多鳴炮7響，陸上的火炮則以21響作回應，由此產生21響禮炮的禮儀。

### 19響禮炮
美國國務院與英國駐美大使在1875年達成協定，雙方把鳴放21響禮炮作為歡迎國賓的最高榮譽，其次則為19響。此後，對於外國元首到訪鳴放21響禮炮，對於非元首的外國政府首腦則鳴放19響禮炮，成為了大多數國家在迎接重要國賓時，舉行鳴放禮炮儀式的慣例。

### 其他鳴炮次數
除了常見於國家歡迎儀式上的19響及21響禮炮，還有其他的鳴放次數。41響禮炮在英國是用於英國皇室最高榮譽的儀式，包括在慶祝女皇伊利沙伯二世登基週年，及菲臘親王的悼念儀式上。

## 外部鏈接
维基共享资源上的相關多媒體資源：禮炮